# استوديوهات أبل
استوديوهات آبل (بالإنجليزية: Apple Studios LLC) هي شركة إنتاج سينمائي وتلفزيوني أمريكية تابعة لشركة أبل. وهي متخصصة في تطوير وإنتاج المسلسلات التلفزيونية والأفلام لخدمة البث الرقمي للفيديو من أبل تي في + بالإضافة إلى الأفلام المخصصة للإصدارات المسرحية.
تصدر مسلسلاتهم تحت العلامة التجارية سلسلة أبل الأصلية (Apple Original Series)، في حين تصدر أفلامهم تحت العلامة التجارية أفلام أبل الأصلية.

## تاريخ
أفاد موقع هوليوود ريبورتر في أكتوبر 2019 أن شركة أبل كانت ستطلق شركة إنتاج خاصة بها، بإشراف زاك فان أمبورغ وجيمي إيرليخت، لإنتاج محتوى تلفزيوني وسينمائي خاص لـ أبل تي في +.